# Съпротивление на материалите
Съпротивление на материалите, известно още като съпромат (по подобие на руското съкращение сопромат), е академична дисциплина, дял от механиката, изучаващ напреженията и деформациите, предизвикани от външни сили (товари), действащи на твърдите деформируеми тела (за разлика от теоретичната механика, която разглежда идеално твърди тела). Тази дисциплина може да се характеризира и като наука за якостно и деформационно пресмятане на конструкционни елементи. Между частиците, от които са изградени твърдите деформируеми тела възникват допълнителни вътрешни (разрезни) сили, които противодействат на външните товари. За конкретно сечение от натоварено тяло тези сили се привеждат и разлагат по специален начин, при което се получават шест компоненти, наречени вътрешни усилия. Интензивността на разпределение на вътрешните (разрезни) сили върху площ, която представлява част от сечение на натоварено тяло, се нарича напрежение. Напрежението има мерна единица паскал (сила върху единица площ).
Товарите предизвикват деформация на тялото (изменение на неговите размери и/или форма). В съпротивление на материалите се извеждат зависимости, които дават връзка между натоварването и породените от него напрежения и деформации. В тези зависимости участват вътрешните усилия в пресмятаното сечение, които са функция на външните товари; някои от геометричните характеристики на това сечение; материални константи, зависещи от физичните свойства на материала, от който е изработено тялото. Използваните в съпротивление на материалите материални константи се определят по експериментален път. За целта пробни тела от изпитваните материали, много от които са използвани в строителството и машиностроенето, плавно се натоварват до разрушаване, при което непрекъснато се измерват и записват получените деформации. Получават се криви на деформиране на материала, свързващи натоварването с предизвиканите от него напрежения и деформации. С помощта на изведените зависимости се пресмятат размерите на конструкционните елементи (оразмеряване), които осигуряват необходимата якост и коравина (наричани накратко съпротивление) срещу зададеното натоварване. Съпротивление на материалите не се отнася към точните науки, тъй като голяма част от неговите зависимости са изведени на основата на предположения, принципи и хипотези за поведението на материалите, които не винаги са абсолютно точни.
Със съпротивление на материалите са тясно свързани други две, по-специфични теоретични дисциплини – теория на еластичността и теория на пластичността, в които също се разглеждат напрежения и деформации. Те позволяват да се решават задачи, които трудно се поддават на решение по обичайните методи на съпротивление на материалите. Между съпротивление на материалите и теория на еластичността не може да се постави ясна граница. Затова често в различните литературни източници едни и същи извеждания или зависимости се отнасят ту към едната, ту към другата дисциплина.
Аналитичното пресмятане на напреженията и деформациите по методите на съпротивление на материалите, теория на еластичността и теория на пластичността невинаги е възможно. От една страна, затруднения се пораждат при детайли и конструкции със сложна геометрия, сложно натоварване и/или сложно закрепване. От друга страна допусканията и идеализациите при формулирането на задачата пораждат неточности и грешки. В тези случаи се използват съвременните числени методи за якостно-деформационен анализ, вградени в средствата за автоматизирано проектиране. Най-често използваният за целта числен метод е Методът на крайните елементи (МКЕ). Независимо дали се използват аналитични или числени методи за пресмятане, често се налага получените резултати да се проверяват по експериментален път. Най-използваният експериментален метод в съпротивление на материалите е тензометричният метод. При него с голяма точност се измерват деформациите в области от повърхността на натоварено тяло, след което от тях се пресмятат и напреженията в същите области.
В зависимост от вида и ориентацията на приложените товари, конструкционните елементи биват подложени на различни видове съпротива. Простите видове съпротива са опън, натиск, срязване, усукване и чисто огъване. Възможни са различни сложни видове съпротива, които представляват комбинация от горните пет (например едновременно огъване, срязване и усукване, каквото се наблюдава във валовете на редуктори). За всеки от изброените видове съпротива, съпротивление на материалите дава зависимости за якостно и деформационно пресмятане.